# Kórós
Kórós est un village et une commune du comitat de Baranya en Hongrie. L'église calviniste de Kórós est célèbre pour son plafond peint, considéré comme un chef-d'œuvre de l'art populaire hongrois.

## Édifices et lieux d'intérêt
L'église calviniste de Kórós est célèbre pour son plafond peint, considéré comme un chef-d'œuvre de l'art populaire hongrois.